# Короче говоря
«Коро́че говоря́» (англ. Long Story Short) — предстоящий американский психологический комедийно-драматический анимационный сериал для взрослых Рафаэля Боба-Уоксберга. Его премьера состоится 22 августа 2025 года на стриминговой платформе Netflix.

## Сюжет
В центре сюжета — история еврейской семьи из среднего класса. Трое братьев и сестёр (Ави, Шира и Йоси) живут обычной взрослой жизнью, вспоминая своё глубоко религиозное детство.

## Персонажи
- Ави Швупер (озвучен Беном Фельдманом) — уравновешенный старший ребёнок Наоми и Эллиота
- Шира Швупер (озвучена Эбби Джейкобсон) — девочка-пацанка, второй ребёнок Наоми и Эллиота
- Йоси Швупер (озвучен Максом Гринфилдом) — Йоси Швупер, младший чудаковатый ребёнок Наоми и Эллиота
- Наоми Шварц (озвучен Лизой Эдельштейн) — Наоми Шварц, матриарх семейства Швуперов, мать Ави, Ширы и Йоси
- Эллиот Купер (озвучен Полом Райзером) — Эллиот Купер, патриарх семейства Швуперов, отец Ави, Ширы и Йоси
- Кендра Хупер (озвучена Николь Байер) — Кендра Хупер, подруга Ширы
- Дэнни Вегбрит (озвучен Дэйвом Франко) — Дэнни Вегбрит, друг детства Йоси
- Джен Швупер (озвучена Анжеликой Кебрал) — Джен Швупер, подруга детства Ави, а затем его жена
- Ханна Швупер (озвучена Микаэлой Диц) — Ханна Швупер, девочка-подросток, дочь Ави

## Производство
Создателем анимационного сериала стал Рафаэль Боб-Ваксберг, ранее создавший сериал «Конь БоДжек». В августе 2024 года сериал получил «зелёный свет» от Netflix. Ещё до премьеры сериал был продлён на второй сезон.
Премьера анимационного сериала состоится 22 августа 2025 года на стриминговой платформе Netflix.